# 吉田栄右
吉田 栄右（よしだ まさすけ、1865年8月21日（慶応元年7月1日） - 1944年（昭和19年）4月17日）は、日本の実業家、教育者。常盤生命保険株式会社（現・朝日生命保険）元支配人、元専務取締役、紐育（ニューヨーク）生命保険会社元日本支店長。実業界に入る前には、学習院大学、東洋協会専門学校（現・拓殖大学）、水産講習所（現・東京海洋大学）等で教鞭を執った。聖公会の信徒。

## 人物・経歴
1865年8月21日（慶応元年7月1日）、石州浜田藩士の吉田保（1834年（天保5年4月16日）〜1907年（明治40年）9月8日）と母志ゆん（同藩士三浦兼義二女、1847年（弘化4年9月）〜1929年（昭和4年）10月27日）の長男として生まれる。祖父は同藩士の吉田傳右衛門則明。父は和歌・俳諧・茶道・華道に通じ、廣道庵保雪と号し、また洗礼名はヨハネとした。
1891年、92年（明治24年、25年）頃、英語を学び始め、立教学校（現・立教大学）に入学し、杉浦貞二郎（後の立教大学学長）が同級であった。
栄右が入学する前の1890年（明治23年）に立教大学校は欧化主義への反動から、校名を立教学校に戻しており、現在に続く立教大学は、栄右が学んでいた時期には、まだセント・ポール英語学校と呼ばれ校舎は池袋ではなく築地にあった。英語を勉強しようにも、英語学習書など全くない時代でもあった。青年時代の栄右は、経済的にあまり豊かでなかったことから、満足な学生生活が送れず、ほぼ毎日働いた。そのため、英語学校を辞め、夜学に通い、その合間にはキリスト教の伝道にも携わった。
慶應義塾、国民英学会、聖安督烈学院（聖安得烈学院、現・聖公会神学院の前身の一つ）でも学んだ。
伝道も板につき、遂に聖十字教会主であったアーサー・ロイドに見込まれるところとなり、1894年（明治27年）に英国のケンブリッジ大学に留学し、神学科、史学科、経済科で数年間学び、1898年（明治31年）に日本に帰国した。
帰国したのち、牧師生活を始めたが、数年足らずで止めなくてはならなくなり、以後実業界に身を置くことなるが、その間、学習院、東洋協会専門学校（現・拓殖大学）、水産講習所（現・東京海洋大学）等でも教鞭を執ったが、1903年（明治36年）に実業界に入った。
紐育（ニューヨーク）生命保険会社日本支店長（事務長）を務めるが、常盤生命保険株式会社（現・朝日生命保険）の創立に際して選任されて取締役支配人となり、同社常務取締役、同専務取締役を歴任し、社務の発展に務めた。
母校である立教学院校友会の顧問も務め、1928年（昭和3年）に設立された立教学院後援会でも顧問を務めた。吉田家の墓所は当初青山霊園に営まれたが、関東大震災後の区画整理により多磨霊園6区2種に改葬され、昭和19年同地に葬られた。

## 家族
住所：東京府豊多摩郡千駄ヶ谷町千駄ヶ谷419
- 妻 みよ：盛岡市の平民瀬川長蔵[8]の長女。1870年3月18日生。函館の遺愛女学校卒業。数理に通じ、洋楽も嗜んだ。1928年7月20日没。享年57。
- 長男 栄一
- 次男 健二